# Astronautgrupp 21
Nasa astronautgrupp 21 är den tjugoförsta gruppen som valts ut av NASA för att utbildas till rymdfarare, fyra män och fyra kvinnor, både som piloter och uppdragsspecialister. Gruppen offentliggjordes juni 2013 och slutförde utbildningen i juli 2015.

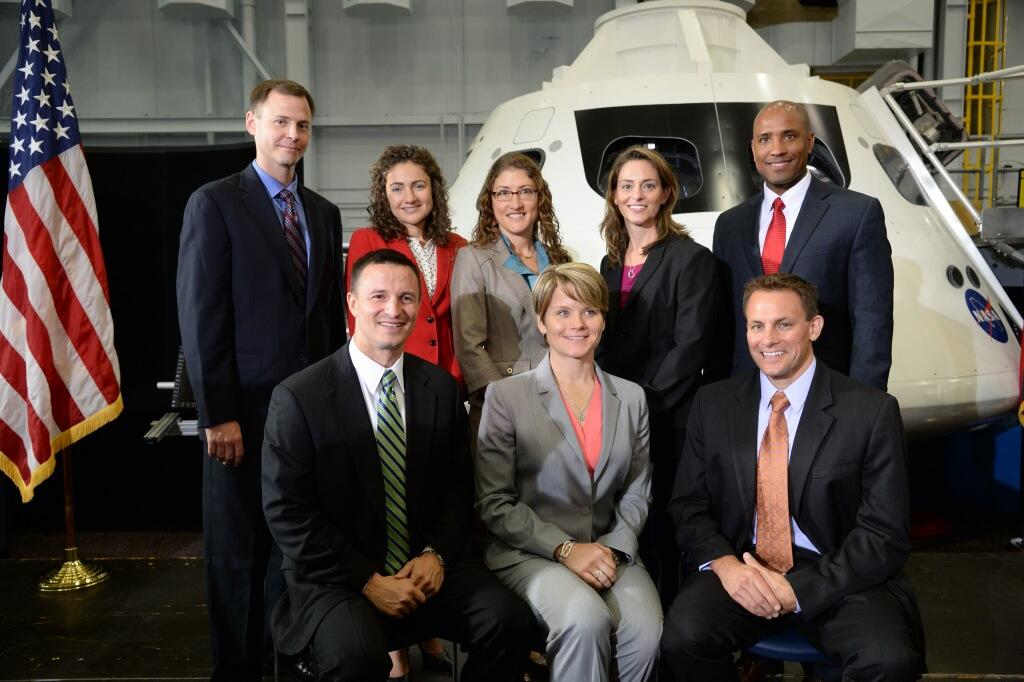
Bakre raden, från vänster: Hague, Meir, Koch, Mann, Glover.
Främre raden, från vänster: Morgan, McClain, Cassada.

## Rymdfararkandidater
| Namn                   | Flygning                               | Notering |
| ---------------------- | -------------------------------------- | -------- |
| Josh A. Cassada        | SpaceX Crew-5, Expedition 68/69        |          |
| Victor J. Glover       | SpaceX Crew-1, Expedition 64/65        |          |
| Tyler N. "Nick" Hague  | Sojuz MS-10, MS-12, Expedition 59/60   |          |
| Christina Hammock Koch | Sojuz MS-12/MS-13, Expedition 59/60/61 |          |
| Nicole Aunapu Mann     | SpaceX Crew-5, Expedition 68/69        |          |
| Anne C. McClain        | Sojuz MS-11, Expedition 58/59          |          |
| Jessica U. Meir        | Sojuz MS-15, Expedition 61/62          |          |
| Andrew R. Morgan       | Sojuz MS-13/MS-15, Expedition 60/61/62 |          |

## Källa
- NASA Selects 2013 Astronaut Candidate Class
- Boeing’s Starliner Makes Progress Ahead of Flight Test with Astronauts